# Лодзинское городское воеводство
Лодзинское городское воеводство (пол. województwo miejskie łódzkie); с июля 1983 года под названием Лодзинское воеводство (пол. województwo łódzkie) — административно-территориальная единица Польши (городское воеводство). Существовало в период с 1975 по 1998 год. Административным центром был город Лодзь. В 1999 году после административной реформы Польши воеводство прекратило своё существование и его территория была полностью включена в новое, более крупное Лодзинское воеводство.

## Города
Города воеводства по числу жителей (по состоянию на 31 декабря 1998 года):
1. Лодзь — 806 728
2. Пабьянице — 75 008
3. Згеж — 59 015
4. Озоркув — 21 813
5. Александрув-Лодзинский — 20 417
6. Константынув-Лодзинский — 17 645
7. Гловно — 15 858
8. Стрыкув — 3618

## Население
| Год       | 1975      | 1980      | 1985      | 1990      | 1995      | 1998      |
| Население | 1 079 200 | 1 127 800 | 1 149 100 | 1 139 500 | 1 116 300 | 1 099 700 |